# Vitrius insignis
Vitrius insignis is een mosdiertjessoort uit de familie van de Lacernidae. De wetenschappelijke naam van de soort is, als Schizoporella insignis, voor het eerst geldig gepubliceerd in 1881 door Hincks.